# North Judson (Indiana)
North Judson es un pueblo ubicado en el condado de Starke, Indiana, Estados Unidos. Según el censo de 2020, tiene una población de 1857 habitantes.

## Geografía
La localidad está ubicada en las coordenadas 41°12′58″N 86°46′37″O / 41.21611, -86.77694. Según la Oficina del Censo de los Estados Unidos, North Judson tiene una superficie total de 2.87 km², correspondientes en su totalidad a tierra firme.

## Demografía
Según el censo de 2020, hay 1857 personas residiendo en North Judson. La densidad de población es de 647.04 hab./km². El 93.16% son blancos, el 0.43% son afroamericanos, el 0.27% son amerindios, el 0.27% eran asiáticos, el 1.18% son de otras razas y el 4.68% son de dos o más razas. Del total de la población, el 7.27% son hispanos o latinos de cualquier raza.